# Géographie du Mexique
Le Mexique est un pays d'Amérique du Nord partageant ses frontières avec les États-Unis (3 152 km) au nord, et le Belize (193 km) et le Guatemala (956 km) au sud.
Il possède également 10 143 km de façades maritimes :
- 7 338 km à l'ouest, avec l'océan Pacifique et le golfe de Californie,
- 2 805 km à l'est, avec la mer des Caraïbes et le golfe du Mexique.

La superficie totale du pays est de 1 964 375 km2 en incluant 5 127 km2 d'îles, comme Guadalupe et Revillagigedo.
La superficie maritime totale du Mexique est de 3 149 920 km2,. Elle se subdivise en une mer territoriale, qui s'étend sur les 12 milles marins (22,224 km) autour des côtes, et une zone économique exclusive (ZEE) qui s’étend sur 200 milles marins (370,4 km) autour des côtes.
Il a pour coordonnées géographiques 23° N, 102° O.

## Montagnes

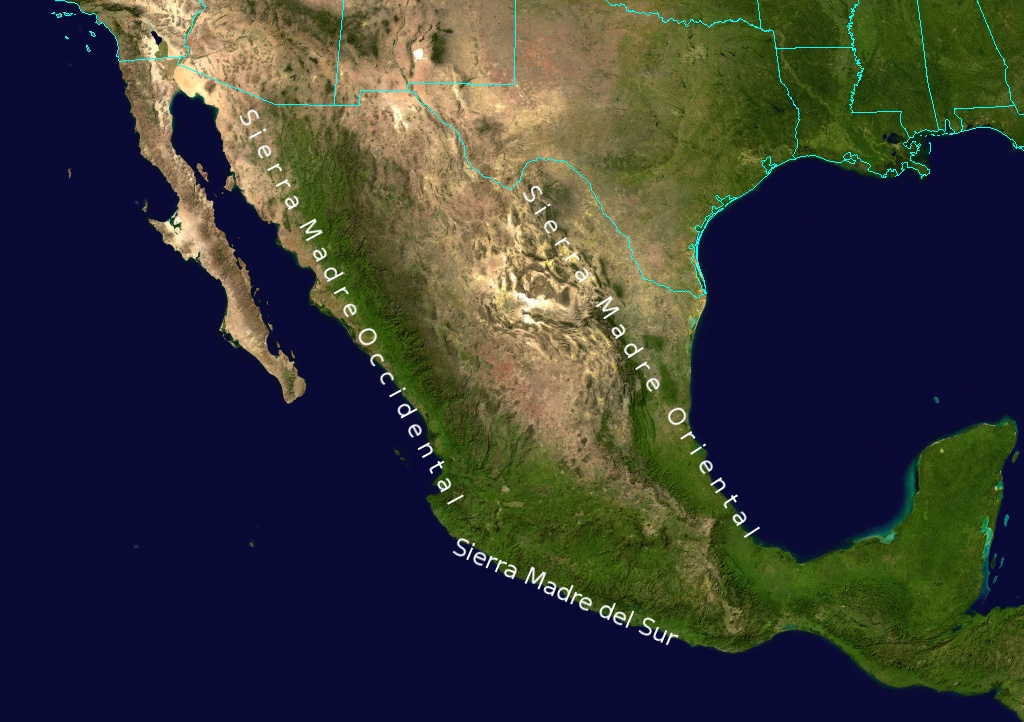
Sierra Madres.

Le Mexique est traversé par deux principales chaînes de montagnes : la Sierra Madre occidentale et la Sierra Madre orientale. La Sierra Madre occidentale à l'ouest est la prolongation de la Sierra Nevada de Californie et la Sierra Madre orientale à l'est est la prolongation des montagnes Rocheuses du Nouveau-Mexique et du Texas. Entre les deux principales chaînes de montagnes se trouve le plateau mexicain.

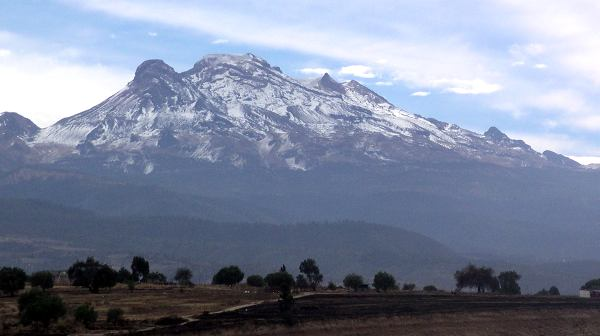
Iztaccíhuatl.

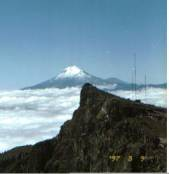
Pico de Orizaba.

La Sierra Madre occidentale s'étend sur 1 250 km à 50 km au sud de la frontière avec les États-Unis et rejoint la cordillère néovolcanique après le Río Grande de Santiago. La cordillère néovolcanique traverse d'est en ouest le centre du Mexique. Au nord, la Sierra Madre occidentale est située à environ 300 km des côtes occidentales mais à proximité de la cordillère néovolcanique elle n'est plus qu'à 5 km de la côte pacifique. La Sierra Madre occidentale s'élève à environ 2 250 m d'altitude avec des sommets atteignant 3 000 m.
La Sierra Madre orientale commence à la frontière entre le Texas et le Mexique et continue sur 1 350 km jusqu'à atteindre le Cofre de Perote, un des sommets principaux de la cordillère néovolcanique. Comme pour la Sierra Madre occidentale, la Sierra Madre orientale rejoint progressivement les côtes en se rapprochant de l'extrémité sud. En effet elle ne se situe plus alors qu'à 75 km du golfe du Mexique. La Sierra Madre orientale s'élève à environ 2 200 m d'altitude avec des sommets atteignant 3 000 m.
Le plateau mexicain s'étend lui aussi de la frontière avec les États-Unis jusqu'à la cordillère néovolcanique et occupe une vaste superficie entre les Sierra Madre occidentale et orientale. Le plateau fut divisé par le passé entre la Mesa del Norte et la Mesa Central, néanmoins aujourd'hui les géographes considèrent ces deux parties comme appartenant au même plateau. Le nord du plateau s'élève à environ 1 100 m d'altitude et s'étend du Río Bravo jusqu'à l'État de Zacatecas et l'État de San Luis Potosí. La région compte de nombreuses dépressions dont la plus grande est le Bolsón de Mapimí.
Le sud du plateau est plus haut puisqu'il s'élève à environ 2 000 m. Il comporte de nombreuses vallées qui ont été formées par d'anciens lacs. Plusieurs des plus importantes villes mexicaines comme la ville de Mexico ou Guadalajara sont situées dans ces vallées.
Une autre chaîne de montagne importante est la chaîne de montagne californienne. La partie mexicaine de la chaîne de montagne californienne s'étend sur 1 430 km de la frontière avec les États-Unis jusqu'à l'extrémité sud de la Basse Californie. Les sommets s'élèvent à 2 200 m au nord de la Californie mexicaine et à seulement 250 m près de La Paz au sud.
La cordillère néovolcanique est une ceinture de 900 km de long et 130 km de large qui s'étend de l'océan Pacifique jusqu'au golfe du Mexique. La cordillère commence au sud du Río Grande de Santiago et continue jusqu'à l'État de Colima où elle se dirige ensuite vers l'est en suivant le 19e parallèle pour finir au centre de l'État de Veracruz. La région est caractérisée par une activité sismique importante et compte les sommets volcaniques les plus hauts. La cordillère possède trois sommets dépassant les 5 000 m d'altitude : Pico de Orizaba ou Citlaltépetl qui est le 3e plus haut sommet d'Amérique du Nord, le Popocatépetl et l'Iztaccíhuatl qui sont tous deux près de Mexico. La cordillère néovolcanique est considérée comme la division géologique entre l'Amérique du Nord et l'Amérique centrale.
Au sud et sud-ouest du Mexique d'autres chaînes de montagnes importantes dominent le paysage.
La Sierra Madre del Sur s'étend sur 1 200 km le long de la côte en partant du sud de la cordillère néovolcanique jusqu'à l'isthme de Tehuantepec. La Sierra Madre del Sur s'élève en moyenne à 2 000 m d'altitude sur 100 km de large mais s'élargit à 150 km dans l'État d'Oaxaca.
La Sierra Madre de Oaxaca commence à partir du Pico de Orizaba et s'étend en direction du sud-est sur 300 km jusqu'à atteindre l'isthme de Tehuantepec. La Sierre Madre de Oaxaca s'élève en moyenne à 2 500 m d'altitude avec certains sommets dépassant les 3 000 m.
La Sierra Madre de Chiapas se situe au sud de l'isthme de Tehuantepec et s'étend sur 280 km le long de la côte pacifique à partir de la frontière entre les États mexicains de Oaxaca et Chiapas jusqu'à la frontière entre le Mexique et le Guatemala. Même si l'altitude moyenne n'est que de 1 500 m, un des sommets, le volcan de Tacuma, dépasse les 4 000 m d'altitude.
Enfin, la Meseta Central de Chiapas s'étend sur 250 km à travers le centre du Chiapas jusqu'au Guatemala. L'altitude moyenne au niveau de la Meseta Central de Chiapas est de 2 000 m. La vallée centrale du Chiro sépare la Meseta Central de Chiapas et la Sierra Madre de Chiro.

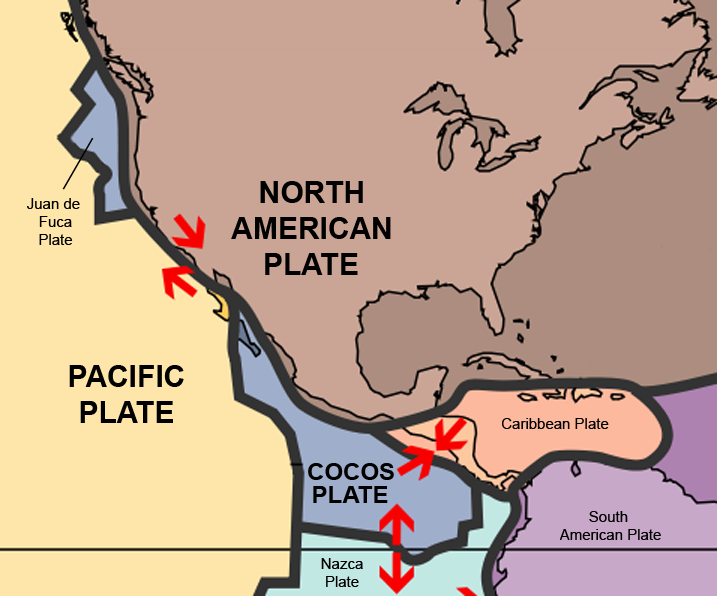
Tectonique des plaques au Mexique
Carte des séismes au Mexique (1990-2022)
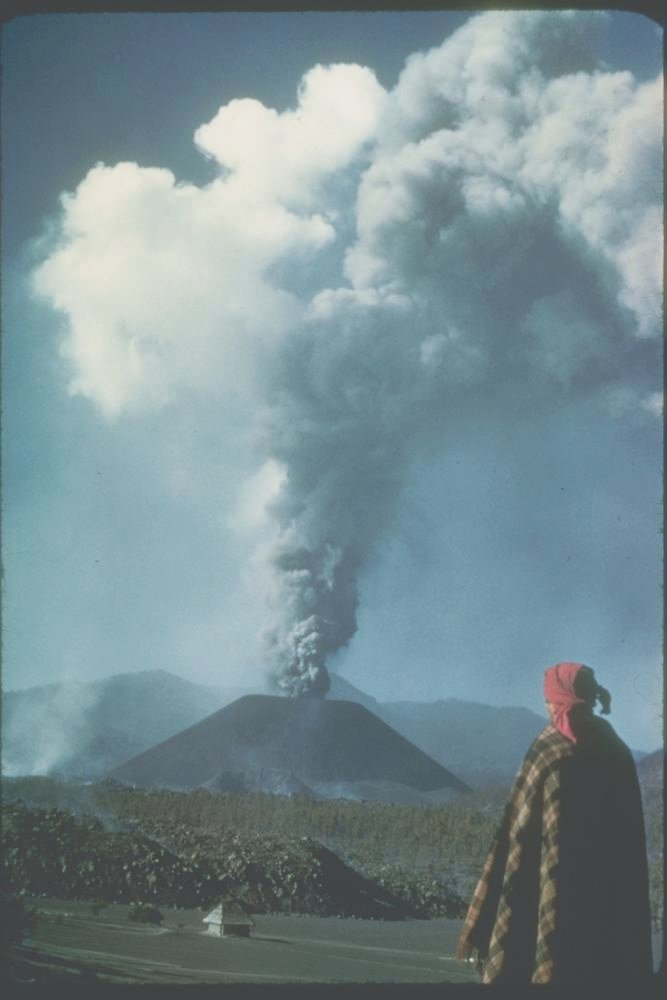
Paricutín, 1943
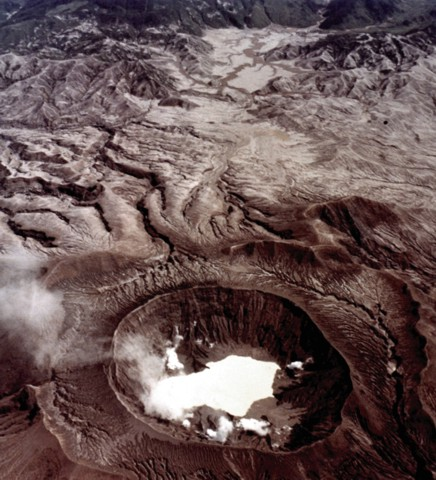
El Chichón, 1982
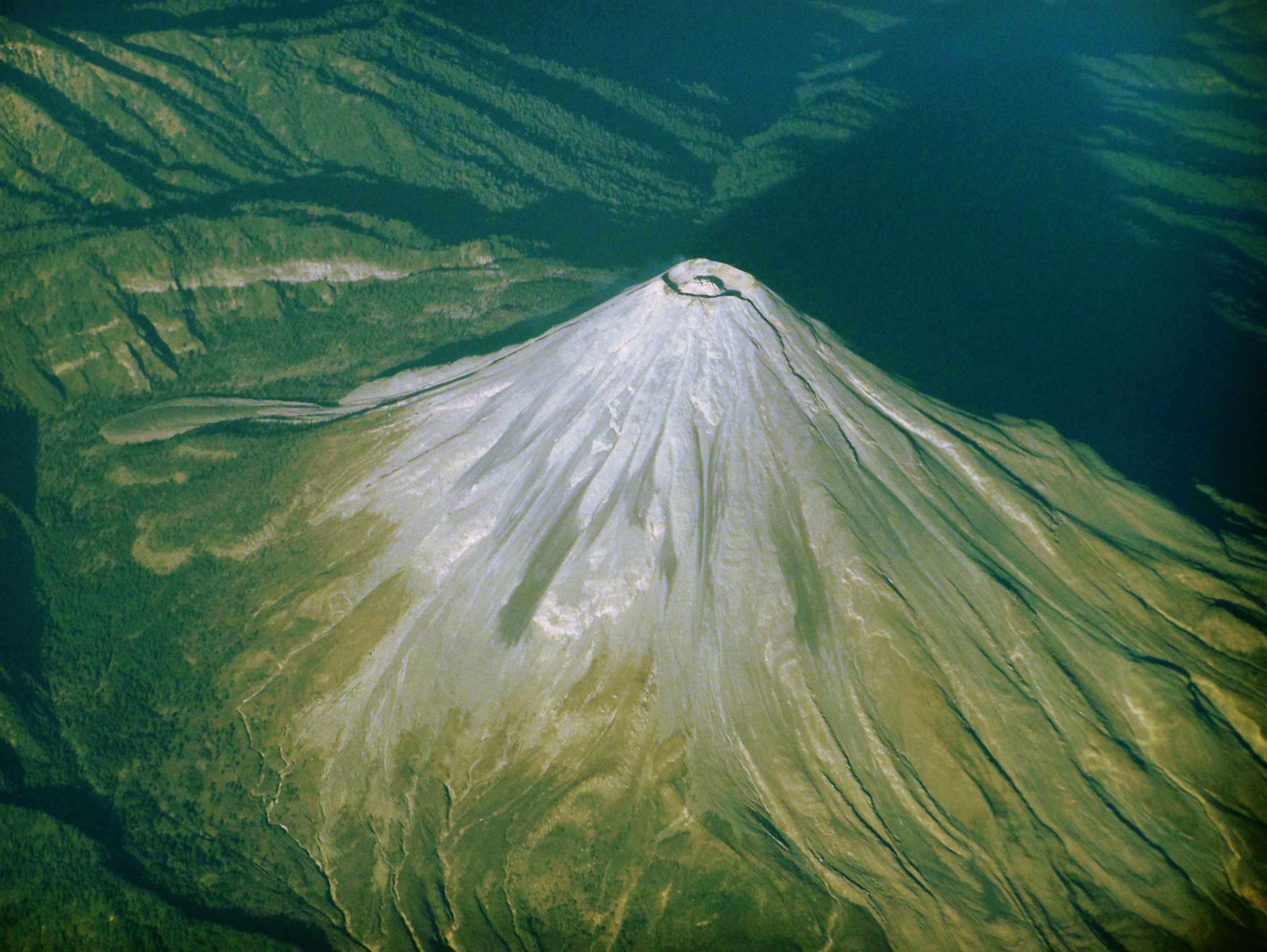
Volcán de Colima

- Liste des volcans du Mexique

## Fleuves et rivières
- Río Acaponeta
- Río Aguanaval
- Río Armería
- Río Balsas
- Rio Baluarte
- Río Candelaria
- Río Casas Grandes
- Río Cazones
- Río Coahuayana
- Río Coatzacoalcos
- Río Colorado
- Río Conchos
- Río Culiacán
- Río Fuerte.
- Río Grande (Río Bravo)
- Río Grijalva
- Río Guayalejo-Tamesí
- Río Hondo
- Río Jamapa
- Río Lerma
- Río Mayo
- Río Moctezuma
- Río Nautla
- Río Nazas
- Río Pánuco
- Río Papagayo
- Río Papaloapan
- Río San Fernando
- Río San Lorenzo
- Río San Pedro
- Rio Santa Cruz
- Río Santa María del Carmen
- Río Santiago
- Río Sinaloa
- Río Sonora
- Soto la Marina
- Río Suchiate
- Río Tecolutla
- Río Tehuantepec
- Río Tonalá
- Río Usumacinta
- Río Uxpanapa
- Río Verde
- Río Yaqui

## Climat
Le tropique du Cancer divise le pays en deux zones, l'une tempérée au nord et l'autre au climat tropical au sud, avec de part et d’autre des régions entières marquées par un climat désertique ou semi-aride. 
Au nord du 24e parallèle connaissent des températures plus froides pendant les mois d'hiver.
Au sud du 24e parallèle, les températures sont relativement constantes le long de l'année. Elles varient néanmoins en fonction du relief et de nombreuses zones sont situées à des altitudes élevées.
Les zones au sud du 24e parallèle :
- Jusqu'à 1 000 m (les côtes et la péninsule du Yucatan) : elles ont une température moyenne comprise entre 24 °C et 28 °C. La température reste élevée toute l'année avec seulement 5 °C de différence entre les moyennes de températures d'hivers et d'été.
- Entre 1 000 et 2 000 m : elles ont une température moyenne comprise entre 16 °C et 20 °C. Les villes et villages à cette altitude au sud du 24e parallèle jouissent d'un climat relativement constant et d'agréables températures tout au long de l'année alors que les régions au nord ont un climat plus marqué selon les différentes saisons.
- Au-dessus de 2 000 m : elles ont une température moyenne comprise entre 8 °C et 12 °C dans la cordillère néovolcanique. Perchée à 2 300 m, la ville de Mexico a une température moyenne de 15 °C avec un agréable été et un hiver doux. Les moyennes quotidiennes hautes et basses pour le mois de mai (le plus chaud) sont de 26 °C et 12 °C. Les moyennes quotidiennes hautes et basses pour le mois de janvier (le plus froid) sont de 19 °C et 6 °C.

Les pluies varient beaucoup selon la situation géographique et les saisons. Aride ou semi-aride en Basse Californie, le nord-ouest de l'État de Sonora, les plateaux du nord et une partie des plateaux du sud. Il pleut dans ces régions en moyenne entre 300 et 600 millimètres par an.
Dans les plateaux du sud et notamment les régions les plus peuplées (comme Mexico et Guadalajara) il pleut en moyenne entre 600 et 1 000 millimètres.
Les basses terres le long du golfe du Mexique reçoivent plus de 1 000 millimètres de pluies à l'année. La région au sud-est de Tabasco reçoit approximativement 2 000 millimètres de pluies à l'année.
Il neige occasionnellement sur certains des plateaux du nord et des hauts sommets de la Sierra Madre occidentale et de la Sierra Madre orientale.
Le Mexique connaît une saison humide (ou saison des pluies) et une saison sèche marquée. La saison des pluies dure, pour la majeure partie du pays, de juin à mi-octobre. Il pleut nettement moins le reste de l'année. Février et juillet sont respectivement les mois les plus secs et les plus humides. Par exemple, la ville de Mexico, a 5 millimètres de pluies en février et 300 millimètres de pluies en juillet.
Les régions côtières, et spécialement celle du golfe du Mexique ont la quantité la plus importante en septembre. Tabasco enregistre plus de 300 millimètres de pluies pendant ce mois.
Une petite partie de la côte nord-ouest du Mexique autour de Tijuana possède un climat méditerranéen avec des brumes importantes et une saison des pluies en hiver.
Le Mexique est situé dans la ceinture des ouragans et toutes les régions côtières sont susceptibles de subir une de ces tempêtes de juin à novembre. Les ouragans de la côte pacifique sont moins fréquents et souvent moins violents que ceux qui affectent la côte est du pays. Plusieurs ouragans frappent chaque année les côtes du golfe du Mexique et de la mer des Caraïbes, avec des vents violents qui peuvent dépasser les 200 km/h et provoquent des dégâts importants aux hôtels et habitations de la région mais aussi mettre en péril la vie des habitants.

## Villes
Sa capitale est Mexico. Le pays compte environ 120 millions d'habitants, dont environ 8,8 millions d'habitants dans la capitale souvent abrégée en DF (districto federal) au Mexique. Il s'agit d'un État fédéral composé de 31 États et d'un district fédéral (distrito federal ou DF). Le pays compte 2 394 municipalités.
78 % de la population vit dans les villes en 2010
- Villes du Mexique
- Population du Mexique

## Sources
- Bibliothèque du Congrès américain (domaine public)
- Faq de la CIA (domaine public)